# Carl Pfeiffer
Pour les articles homonymes, voir Pfeiffer.
 (octobre 2024).
Carl Curt Pfeiffer (19 mars 1908 - 18 novembre 1988) est un médecin et un biochimiste américain qui a étudié la schizophrénie, les allergies et d'autres maladies. Il a été président du département de pharmacologie à l'université Emory et se considérait comme un fondateur de ce que le double prix Nobel Linus Pauling a appelé la psychiatrie orthomoléculaire (en).

## Biographie
Pfeiffer était originaire de Peoria dans l'Illinois et a obtenu son baccalauréat et son doctorat en pharmacologie de l'université du Wisconsin à Madison et son diplôme en médecine de l'université de Chicago. Il a écrit plusieurs livres sur la nutrition, les métaux traces et les déséquilibres biochimiques.
En 1977, il a été révélé que Pfeiffer était l'un des chercheurs impliqués dans des expériences de comportement pour la Central Intelligence Agency. Entre 1955 et 1964, dans le cadre du projet intitulé MK-SEARCH,, il a administré le LSD aux détenus du pénitencier d'Atlanta et dans l'établissement correctionnel pour jeunes (en) du New Jersey,. Ces tests ont été donnés avec un consentement éclairé et se concentraient sur le contrôle de l'esprit.
Pfeiffer s'est intéressé au métabolisme des oligo-éléments et des minéraux dans la schizophrénie et à ce qui est maintenant connu sous le nom de trouble bipolaire et il a étudié les utilisations thérapeutiques des acides aminés dans diverses maladies. Pfeiffer et ses collègues ont rapporté qu'environ un tiers de tous les patients examinés présentaient des taux de granulocytes basophiles très élevés, des taux d'histamine sanguins très élevés et des anomalies dans les taux de métaux traces,. Pfeiffer a collaboré avec Abram Hoffer. Pfeiffer a fondé le Princeton Brain-Bio Center, un centre de traitement ambulatoire spécialisé en psychiatrie orthomoléculaire et en médecine. Pfeiffer a également aidé à superviser, un établissement de traitement résidentiel à Skillman, NJ connu comme La maison de la Terre qui a été fondée par un des patients schizophrènes récupérés de Pfeiffer - Rosalind La Roche qui s'est consacrée à soutenir le Dr Pfeiffer et la médecine nutritionnelle / orthomoléculaire.
Pfeiffer a fait valoir que « pour chaque médicament qui profite à un patient, il existe une substance naturelle qui peut atteindre le même effet ». Pfeiffer a cru que les déséquilibres biochimiques étaient responsables de beaucoup de déséquilibres psychologiques. Après avoir étudié plus de 20 000 patients schizophrènes, il a divisé la schizophrénie en trois groupes biochimiques : Histapenia, Histadelia et Pyroluric 2,3,.
De tous les troubles qu'il étudiait, Pfeiffer était concentré sur la schizophrénie. Il a employé les termes : le diagnostic de corbeille, la maladie mentale, la possession de démon et la folie. Il a estimé que le mot schizophrénie était un diagnostic inadéquat et trompeur. Il a estimé que les idées reçues de cause inconnue étaient une définition plus appropriée. Dans son livre Vingt-neuf causes médicales de la schizophrénie, il donne une liste complète des causes médicales de la schizophrénie, réparties en trois catégories : bien connues, moins connues et presque inconnues.
Pfeiffer a suggéré que la plupart des personnes déprimées étaient nées avec une prédisposition à la dépression, mais que le traitement biochimique aiderait à surmonter la dépression.
Pfeiffer a mené une étude durant douze années qui lui a permis de classer les troubles du comportement en quatre catégories basées sur les modèles de métaux traces :
- Type A : rapport cuivre / zinc élevé, sensibilité réduite au sodium, au potassium et au plomb. Ces individus présentent des épisodes de combat, un comportement oppositionnel et des sautes d'humeur ;
- Type B : cuivre pileux déprimé, pylorisme, histamine élevée et métaux toxiques élevés. Ils présentent un comportement agressif, l'absence de remords, le mensonge pathologique, la fascination du feu et la cruauté envers les animaux[13] ;
- Type C : mal absorbants, ont tendance à être minces, généralement impulsifs et oppositionnels[13] ;
- Type D : niveaux réduits de manganèse et de chrome. Ils présentent un comportement délinquant non-violent[13].

Carl Pfeiffer est décédé d'une crise cardiaque à l'âge de 80 ans au Princeton Brain Bio Center.

## Œuvres
- Pfeiffer C (1988). Nutrition and Mental Illness : An Orthomolecular Approach to Balancing Body Chemistry. Healing Arts Press.  (ISBN 0-89281-226-5).
- Pfeiffer C (January 1976). Mental and Elemental Nutrients: A Physician's Guide to Nutrition and Health Care. Keats Pub.  (ISBN 0-87983-114-6).
- Pfeiffer, Carl C. Ph.D., M.D. and Scott LaMola, B.S. Zinc and Manganese in the SchizophreniasFirst published in Journal of Orthomolecular Psychiatry, Vol. 12, No. 3, 1983.
- Pfeiffer CC, Braverman ER. Zinc, the brain and behavior, Biol Psychiatry. 1982 Apr;17(4):513-32.
- Braverman ER, Pfeiffer CC, Blum K, SmaydaR. The Healing Nutrients Within: Facts, Findings, and New Research on Amino Acids, Basic Health Publications, 2003.
- Pfeiffer CC et al. Blood histamine levels, basophil counts, and trace metals in the schizophrenias. Psychopharmacol Bull. 1971 Jul;7(3):37.
- Pfeiffer CC. Extreme basophil counts and blood histamine levels in schizophrenic outpatients as compared to normals. Res Commun Chem Pathol Pharmacol. 1972 Jul;4(1):51-

## Hommage
The Earth House - Dr. Pfeiffer's Princeton Brain Biocenter renamed the Carl C. Pfeiffer Institute after his passing, has been retired.